# Kota Bharu
Kota Bharu (Jawi: كوت بهارو ) es uno de los distritos de Kelantan, Malasia, y también es la capital. Kota Bharu es situado en la zona septentrional de Malasia Peninsular.

## Geografía

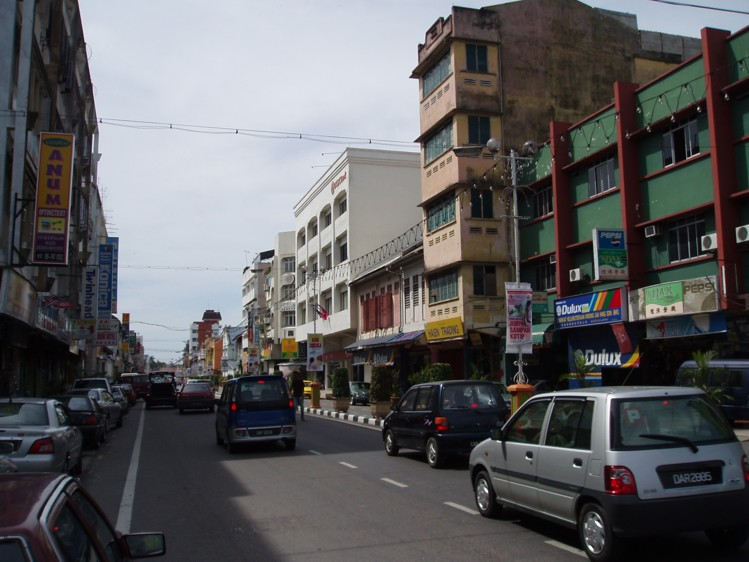
Calle de Kota Bharu.

- Río Kelantan

## Demografía
La gran mayoría de la población es étnicamente Kota Bharu malayos ( Melayu Kelantan ). Además de los malayos, también hay minoría tamil, chinos, siameses y Orang Asli. La población total de Kota Bharu como en 2010 es de 491.237.
Clasificación Población en Distrcito Kota Bharu
| Rango | Mukim (Subdistritos) | Población 2000 |
| ----- | -------------------- | -------------- |
| 1     | Panji                | 59,291         |
| 2     | Kubang Kerian        | 48,714         |
| 3     | Kota Bharu           | 47,790         |
| 4     | Ketereh              | 34,430         |
| 5     | Kemumin              | 32,484         |
| 6     | Badang               | 30,237         |
| 7     | Kota                 | 21,824         |
| 8     | Peringat             | 20,721         |
| 9     | Sering               | 19,098         |
| 10    | Banggu               | 17,739         |
| 11    | Kadok                | 17,064         |
| 12    | Pendek               | 15,570         |
| 13    | Limbat               | 14,778         |
| 14    | Salor                | 9,790          |
| 15    | Dewan Beta           | 9,305          |

## Educación

### Escuela secundaria
- Ma'ahad Muhammadi Perempuan (escuela islámica para niñas)

## Transporte
- Aeropuerto Sultan Ismail Petra